# Georg August Schweinfurth
Georg August Schweinfurth (Riga, 29 december 1836 - Berlijn, 19 september 1925) was een Duits botanicus en ontdekkingsreiziger. Hij is bekend geworden door zijn reis in de periode 1868-1871 naar de stroomgebieden van de Bahr el-Ghazal en Uele, waarin hij biologische, aardrijkskundige en antropologische onderzoekingen deed. Zijn botanische standaardaanduiding is 'Schweinf'.

## Biografie
Schweinfurth studeerde in Heidelberg, München en Berlijn, en wijdde zich in het bijzonder aan de botanie en paleontologie. Tussen 1863 en 1866 reisde hij door Soedan en andere delen van Afrika op zoek naar botanische specimens.
In 1868 werd hij opnieuw naar Afrika gezonden, in dienst van de Alexander von Humboldt-stichting. Hij voer de Witte Nijl op tot aan de Bahr el-Ghazal, en reisde uitgebreid rond in de regio. Hierbij stak hij ook de waterscheiding tussen Nijl en Kongo over, waardoor hij de Uele ontdekte. Hij beschreef het kannibalisme van de Niam Niam, en door zijn ontdekking van de Aka werd het bestaan van pygmeeën in Centraal-Afrika definitief vastgesteld.
Schweinfurth vestigde zich in 1875 in Caïro, en stichtte daar een geografische vereniging. Hij bleef actief in de geografie van Afrika, en nam nog deel aan diverse expedities, onder meer naar de Arabische Woestijn.